# Hotell- och turismprogrammet
Hotell- och turismprogrammet är ett gymnasieprogram som vänder sig till elever som vill arbeta med turism-, hotell- och konferensverksamhet. En elev som gått detta program kan börja jobba direkt efter utbildningen eller fortsätta studera inom yrkeshögskolan. En annan möjlighet är att studera vidare på högskola eller universitet.

## Inriktningar

### Hotell och konferens
Denna inriktning ska ge kunskaper för arbete inom hotell- och konferensverksamhet. Exempel på yrken och arbetsuppgifter:
- Aktivitets- och eventvärd
- Konferensvärd
- Mötes-, event- och gruppbokning
- Receptionist
- Våningsservice

### Turism och resor
Denna inriktning ska ge kunskaper för arbete med turistinformation, organisation och planering av resor, aktiviteter och upplevelser av olika slag. Exempel på yrken:

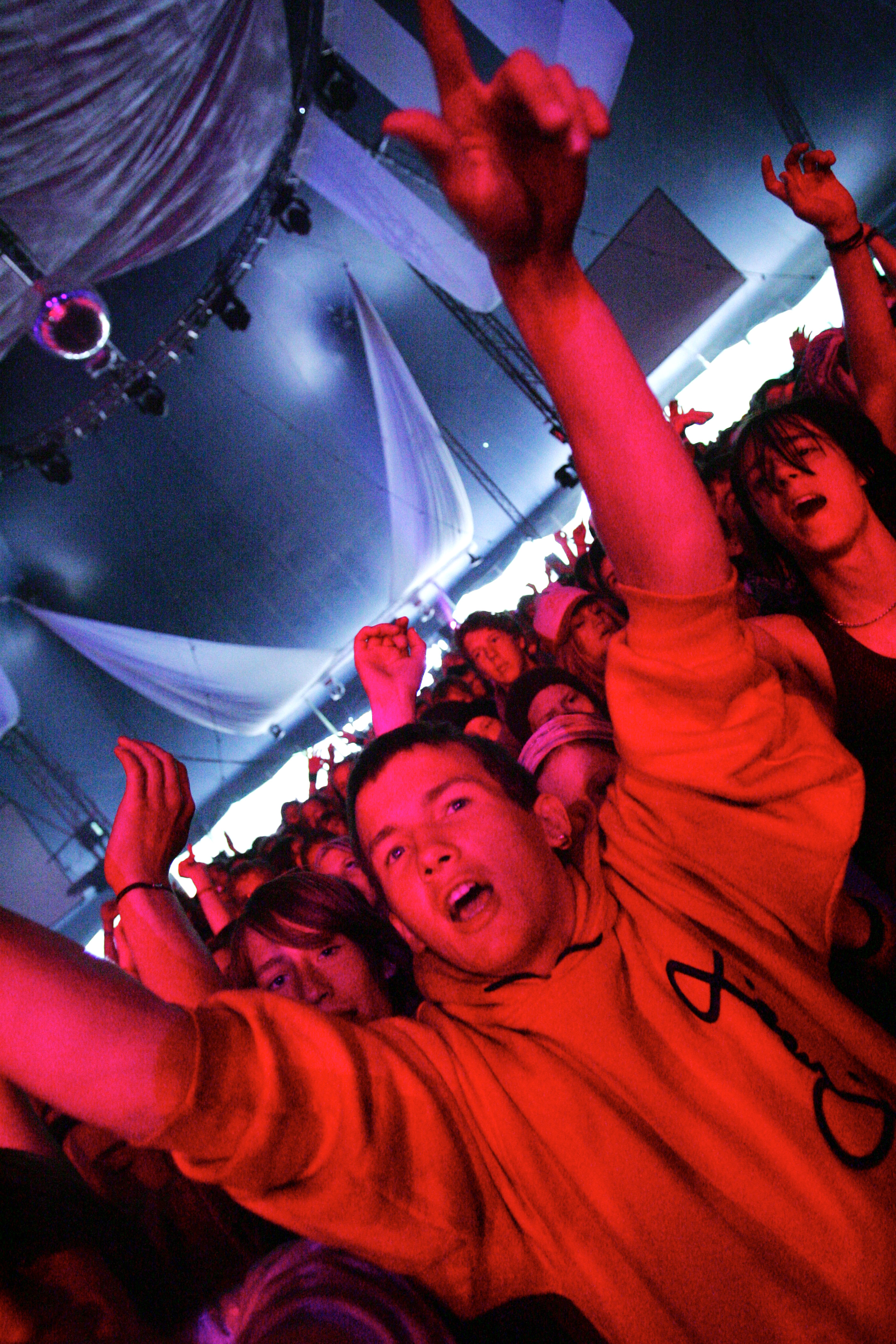
Konserter och liknande event är ett möljligt arbetsområde efter gymnasieexamen.

- Bokning och försäljning
- Guidning
- Turistinformation

## Källa
- Skolverkets utbildningsinformation om Hotell- och turismprogrammet